# Ulica Senatorska w Warszawie

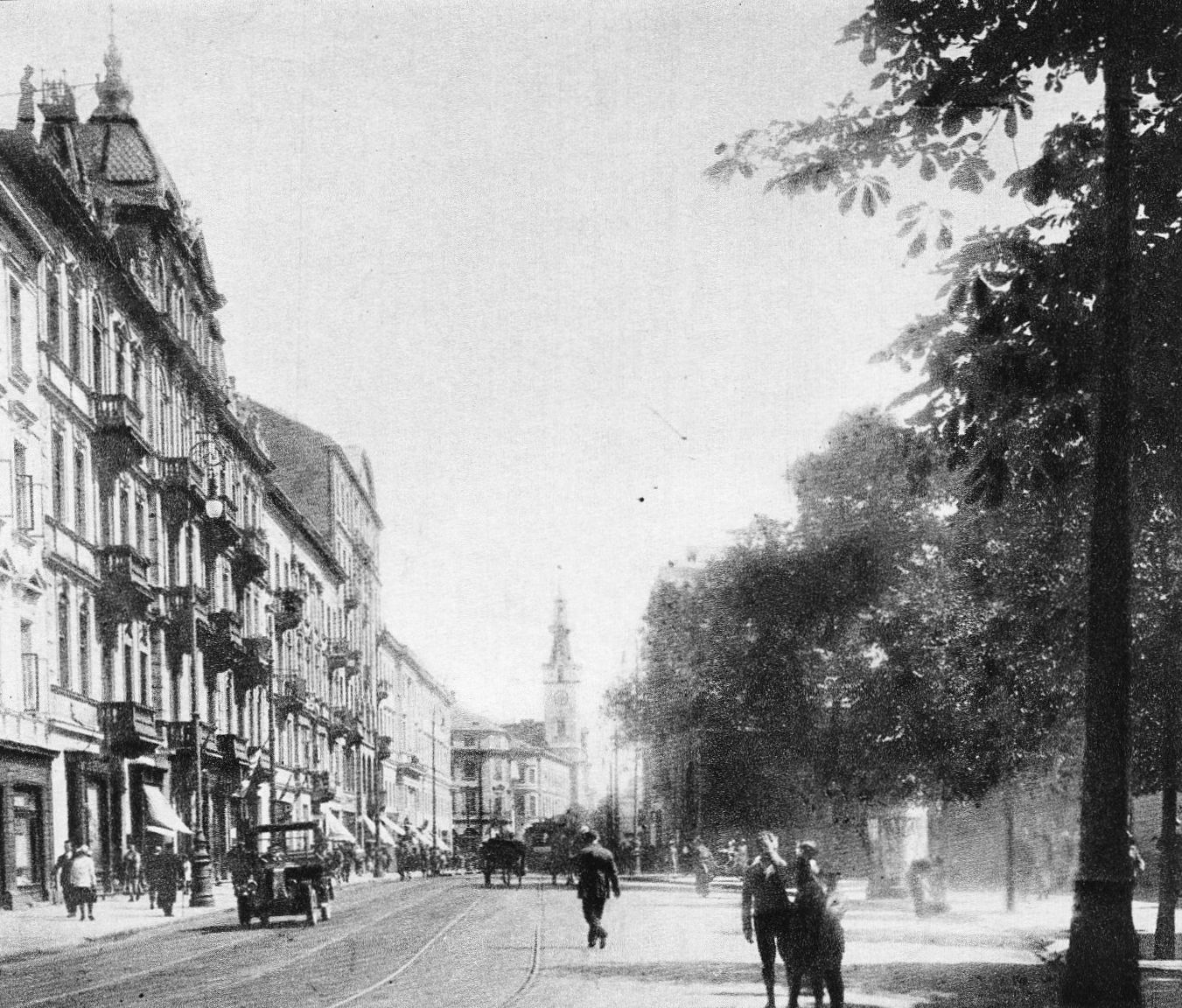
Ulica przed 1939, widok w kierunku placu Teatralnego

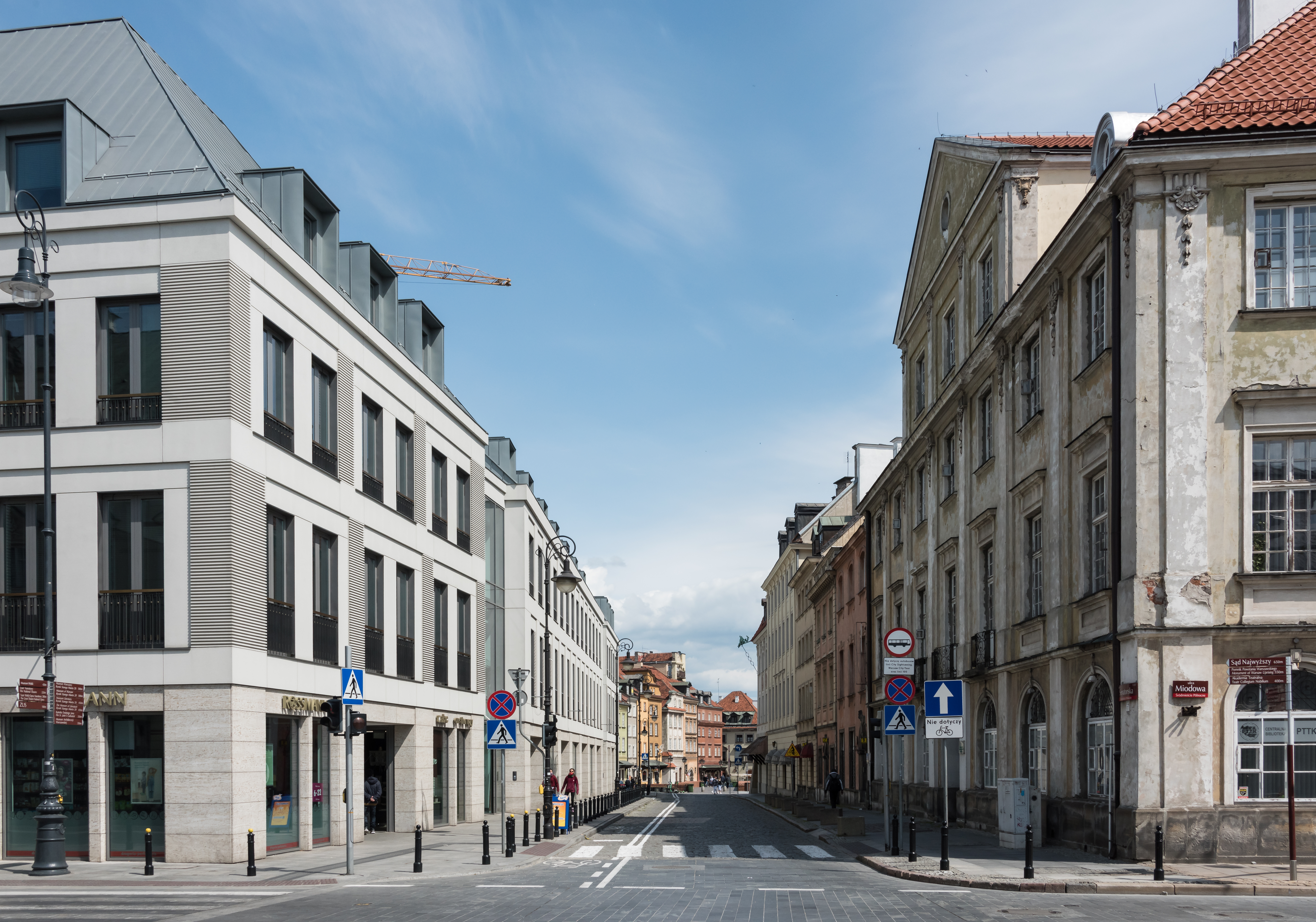
Widok ze skrzyżowania z ul. Miodową w kierunku ul. Podwale

Ulica Senatorska – ulica w dzielnicy Śródmieście w Warszawie.

## Historia
Ulica Senatorska sięga swoimi korzeniami czasów średniowiecznych, będąc podobnie jak kilka innych warszawskich ulic (np. ul. Długa) ważnym traktem prowadzącym do Warszawy. Swój początek brała ona przy Bramie Krakowskiej, której relikty do dziś zamykają jej ciąg na placu Zamkowym. Początkowo nosiła nazwę Koziej i Bykowej. Nazwa ulicy, poświadczona w połowie XVII wieku, nawiązuje do prestiżu właścicieli znajdujących się tutaj pałaców oraz rezydencji.
Zabudowa ulicy ucierpiała w czasie obrony Warszawy we wrześniu 1939 roku.
W latach 1948–1949 pod fragmentem wschodniego odcinka ulicy przeprowadzono tunel Trasy W-Z.
W 1965 roku ulica jako założenie urbanistyczne została wpisana do rejestru zabytków.

## Ważniejsze obiekty
- Pałac Małachowskich
- Pałac Biskupów Krakowskich
- Pałac Dembińskich
- Pałac Prymasowski
- Pałac Blanka
- Pałac Jabłonowskich
- Kościół św. Brata Alberta i św. Andrzeja Apostoła
- Gmach Teatru Wielkiego
- Kamienica Petyskusa
- Kamienica Jacka Małachowskiego
- Kościół św. Antoniego z Padwy
- Teatr Żydowski w Warszawie
- Pałac Zamoyskich (Błękitny
- Pałac Mniszchów („Resursa Kupiecka”), siedziba Ambasady Belgii
- Figura św. Jana Nepomucena
- Gmach Domu Bankowego Wilhelma Landaua
- Cztery tablice pamiątkowe Tchorka (nr 6, 29/31, 33 oraz 38)

W latach 1998–2012 na rogu ul. Senatorskiej i placu Zamkowego znajdował się pomnik Katyński, następnie przeniesiony na ul. Podwale.

## Obiekty nieistniejące
- Kamienica Wawrzyńca Mikulskiego
- Galeria Luxenburga
- Pomnik Stanisława Staszica